# Батлер, Джаред
Джаред Гладвин Батлер (англ. Jared Gladwyn Butler; род. 25 августа 2000, Reserve, Луизиана) — американский профессиональный баскетболист клуба НБА «Филадельфия Севенти Сиксерс».

## Ранние годы
Джаред — сын Ричарда и Хуани Батлер. К тому времени, как ему исполнилось одиннадцать лет, он уже участвовал в баскетбольных турнирах за пределами штата. Батлер вырос в Резерв, штат Луизиана, и посещал Академию Риверсайд, где присоединился к баскетбольной команде школы в восьмом классе. В предпоследнем классе он набирал в среднем 20,4 очка и 6,7 результативных передач и был включён в первую команду штата. Батлер в среднем набирал 27,4 очка, делал 8,8 подбора, 8,4 результативных передач и 3,0 перехвата в течение своего последнего сезона и снова был попал в первую команду штата, а также был признан «Игроком года» по версии The Times-Picayune. Батлер, получивший оценку в четыре звезды, решил играть за студенческую команду «Алабамы», отказавшись от предложений из «Виргинии» и «Бэйлора». Он выбрал «Кримсон Тайд», потому что был озадачен тем, почему «Бэйлор» не вербовал его активнее, несмотря на то, что его тренер Тим Берд дружил с тренером «Беарз» Скоттом Дрю; у «Бэйлора» не хватало стипендий и было много защитников.

## Карьера в колледже
Батлер поступил в Алабаму, но не принял участия в летних тренировках команды и запросил безоговорочное освобождение от своего письма о намерениях, чтобы перевестись в Университет Бэйлора. Алабама освободила его от обязательств в августе. В Бэйлоре открылась стипендия в связи с ранним выходом на пенсию Джейка Линдси.
Батлер имел право играть сразу после перевода из-за своего освобождения. Как новичок он набирал в среднем 10,2 очков, 3,1 подбора и 2,7 передач и и вошел в сборную новичков конференции Big 12. 25 февраля 2019 года Батлер был назван новичком недели конференции, набрав в среднем 14,5 очков, 4,5 передач и 4,0 подбора в играх конференции против «Айова Стэйт» и «Уэст Вирджиния».
В сезоне 2019/2020 Батлер был назван 98-м лучшим игроком студенческого баскетбола по версии CBS Sports. 5 ноября 2019 года Батлер набрал 30 очков и сделал рекордные в карьере 8 трёхочковых бросков в победной игре против «Централ Арканзас» (105:61). Он был назван MVP турнира Myrtle Beach Invitational 2019 года и игроком недели конференции Big 12 после того, как набрал в среднем 17,7 очков, 3,7 передач и 2,7 перехватов за три игры, в результате чего «Беарз» выиграли турнир. 11 января 2020 года Батлер набрал 22 очка, когда «Бэйлор» победил «Канзас» и одержал первую победу на стадионе «Фог Аллен Филдхаус». 13 января он получил свою вторую награду игрока недели конференции Big 12. 3 февраля он был добавлен в список претендентов на премию Wooden Award из 20 человек и вошёл в десятку финалистов претендентов на приза имени Боба Коузи. По завершении регулярного сезона Батлер был включен в первую сборную конференции и в третью всеамериканскую сборную NCAA по версии Associated Press, Sporting News, USBWA, NABC, набирая в среднем 16,0 очков, 3,2 подбора, 3,1 передачи и 1,6 перехвата за игру. После сезона Батлер выставил свою кандидатуру на драфт НБА 2020 года. 3 августа он объявил, что снимается с драфта и вернётся в «Бэйлор».
Вступая в свой юниорский сезон, Батлер был назван игроком года предсезонных игрк конференции Big 12 . 18 января 2021 года он набрал 30 очков и 8 передач в победной игре против «Канзаса» (77:69). Батлер был единогласно выбран в первую команду конференции Big 12 и первую всеамериканскую сборную NCAA. Он привёл Бэйлор к его первому национальному чемпионству и был назван самым выдающимся игроком турнира NCAA, набрав 22 очка и 7 передач в победной титульной игре против «Гонзаги» (86:70). Будучи юниором, Батлер набирал в среднем 16,7 очков, 4,8 передач и 3,3 подбора за игру. 30 мая он подал заявку на драфт НБА 2021 года, отказавшись от своего оставшегося права на поступление в колледж.

## Карьера в НБА

### Юта Джаз/Солт-Лейк-Сити Старз (2021—2022)
22 июня 2021 года Батлер был направлен в комиссию по проверке пригодности к игре НБА и ему не разрешили играть или тренироваться в лиге. 17 июля он был допущен к игре в НБА по медицинским показаниям. 29 июля Батлер был выбран во втором раунде драфта НБА 2021 года под 40-м номером командой «Нью-Орлеан Пеликанс», но был продан в «Юта Джаз» через «Мемфис Гриззлис». 12 августа он подписал контракт новичка с «Джаз». 18 марта 2022 года Батлер набрал рекордные в своей карьере 21 очко и отдал 7 результативных передач в победной игре против «Лос-Анджелес Клипперс» (121:92).
15 октября 2022 года Батлер был отчислен из «Юты».

### Гранд-Рапидс Голд (2022—2023)
4 ноября 2022 года Батлер присоединился к «Гранд-Рапидс Голд»
.

### Оклахома-Сити Тандер/Оклахома-Сити Блю (2023)
3 марта 2023 года Батлер подписал двусторонний контракт с «Оклахома-Сити Тандер»
.

### Вашингтон Уизардс/Кэпитал-Сити Гоу-Гоу (2023—2025)
28 июля 2023 года Батлер подписал двусторонний контракт с «Вашингтон Уизардс», а 5 марта 2024 года подписал многолетний контракт с «Уизардс». Однако 19 октября его контракт был расторгнут, и два дня спустя он подписал ещё один двусторонний контракт с «Вашингтоном».
9 января 2025 года Батлер набрал максимальные в карьере 26 очков, а также сделал четыре подбора и семь передач в матче с «Филадельфией Севенти Сиксерс» (109:103).

### Филадельфия Севенти Сиксерс (2025—настоящее время)
6 февраля 2025 года Батлер был обменян в «Филадельфию Севенти Сиксерс» на Реджи Джексона. 14 февраля он был переведен на стандартный контракт.

## Статистика

### Статистика в НБА
| Сезон   | Команда       | Регулярный сезон | Регулярный сезон          | Регулярный сезон         | Регулярный сезон         | Регулярный сезон                      | Регулярный сезон                   | Регулярный сезон            | Регулярный сезон           | Регулярный сезон              | Регулярный сезон              | Регулярный сезон         | Серия плей-офф  | Серия плей-офф            | Серия плей-офф           | Серия плей-офф           | Серия плей-офф                        | Серия плей-офф                     | Серия плей-офф              | Серия плей-офф             | Серия плей-офф                | Серия плей-офф                | Серия плей-офф           |
| Сезон   | Команда       | Сыгранные матчи  | Матчи в стартовой пятёрке | Количество минут за игру | Процент попаданий с игры | Процент попадания трёхочковых бросков | Процент попадания штрафных бросков | Количество подборов за игру | Количество передач за игру | Количество перехватов за игру | Количество блок-шотов за игру | Количество очков за игру | Сыгранные матчи | Матчи в стартовой пятёрке | Количество минут за игру | Процент попаданий с игры | Процент попадания трёхочковых бросков | Процент попадания штрафных бросков | Количество подборов за игру | Количество передач за игру | Количество перехватов за игру | Количество блок-шотов за игру | Количество очков за игру |
| ------- | ------------- | ---------------- | ------------------------- | ------------------------ | ------------------------ | ------------------------------------- | ---------------------------------- | --------------------------- | -------------------------- | ----------------------------- | ----------------------------- | ------------------------ | --------------- | ------------------------- | ------------------------ | ------------------------ | ------------------------------------- | ---------------------------------- | --------------------------- | -------------------------- | ----------------------------- | ----------------------------- | ------------------------ |
| 2021/22 | Юта           | 42               | 1                         | 8,6                      | 40,4                     | 31,8                                  | 68,8                               | 1,1                         | 1,5                        | 0,4                           | 0,2                           | 3,8                      | 1               | 0                         | 5,0                      | 0,0                      | -                                     | -                                  | 1,0                         | 0,0                        | 0,0                           | 0,0                           | 0,0                      |
| 2022/23 | Оклахома-Сити | 6                | 1                         | 12,8                     | 46,9                     | 50,0                                  | -                                  | 0,7                         | 1,3                        | 0,8                           | 0,0                           | 6,2                      | Не участвовал   | Не участвовал             | Не участвовал            | Не участвовал            | Не участвовал                         | Не участвовал                      | Не участвовал               | Не участвовал              | Не участвовал                 | Не участвовал                 | Не участвовал            |
| 2023/24 | Вашингтон     | 40               | 0                         | 14,2                     | 48,8                     | 30,8                                  | 86,1                               | 1,5                         | 3,2                        | 0,7                           | 0,2                           | 6,3                      | Не участвовал   | Не участвовал             | Не участвовал            | Не участвовал            | Не участвовал                         | Не участвовал                      | Не участвовал               | Не участвовал              | Не участвовал                 | Не участвовал                 | Не участвовал            |
| 2024/25 | Вашингтон     | 32               | 0                         | 11,3                     | 48,3                     | 36,6                                  | 77,8                               | 1,3                         | 2,6                        | 0,4                           | 0,2                           | 6,9                      | Не участвовал   | Не участвовал             | Не участвовал            | Не участвовал            | Не участвовал                         | Не участвовал                      | Не участвовал               | Не участвовал              | Не участвовал                 | Не участвовал                 | Не участвовал            |
| 2024/25 | Филадельфия   | 28               | 17                        | 24,4                     | 42,6                     | 35,2                                  | 87,0                               | 2,5                         | 4,9                        | 1,1                           | 0,3                           | 11,5                     | Не участвовал   | Не участвовал             | Не участвовал            | Не участвовал            | Не участвовал                         | Не участвовал                      | Не участвовал               | Не участвовал              | Не участвовал                 | Не участвовал                 | Не участвовал            |
|         | Всего         | 148              | 19                        | 13,8                     | 45,0                     | 34,1                                  | 81,8                               | 1,5                         | 2,8                        | 0,6                           | 0,2                           | 6,7                      | 1               | 0                         | 5,0                      | 0,0                      | -                                     | -                                  | 1,0                         | 0,0                        | 0,0                           | 0,0                           | 0,0                      |

### Статистика в Джи-Лиге
| Сезон   | Команда              | Регулярный сезон | Регулярный сезон          | Регулярный сезон         | Регулярный сезон         | Регулярный сезон                      | Регулярный сезон                   | Регулярный сезон            | Регулярный сезон           | Регулярный сезон              | Регулярный сезон              | Регулярный сезон         | Серия плей-офф  | Серия плей-офф            | Серия плей-офф           | Серия плей-офф           | Серия плей-офф                        | Серия плей-офф                     | Серия плей-офф              | Серия плей-офф             | Серия плей-офф                | Серия плей-офф                | Серия плей-офф           |
| Сезон   | Команда              | Сыгранные матчи  | Матчи в стартовой пятёрке | Количество минут за игру | Процент попаданий с игры | Процент попадания трёхочковых бросков | Процент попадания штрафных бросков | Количество подборов за игру | Количество передач за игру | Количество перехватов за игру | Количество блок-шотов за игру | Количество очков за игру | Сыгранные матчи | Матчи в стартовой пятёрке | Количество минут за игру | Процент попаданий с игры | Процент попадания трёхочковых бросков | Процент попадания штрафных бросков | Количество подборов за игру | Количество передач за игру | Количество перехватов за игру | Количество блок-шотов за игру | Количество очков за игру |
| ------- | -------------------- | ---------------- | ------------------------- | ------------------------ | ------------------------ | ------------------------------------- | ---------------------------------- | --------------------------- | -------------------------- | ----------------------------- | ----------------------------- | ------------------------ | --------------- | ------------------------- | ------------------------ | ------------------------ | ------------------------------------- | ---------------------------------- | --------------------------- | -------------------------- | ----------------------------- | ----------------------------- | ------------------------ |
| 2021/22 | Солт-Лейк-Сити Старз | 8                | 8                         | 29,9                     | 43,5                     | 31,4                                  | 81,3                               | 4,1                         | 6,0                        | 1,8                           | 0,6                           | 20,3                     | Не участвовал   | Не участвовал             | Не участвовал            | Не участвовал            | Не участвовал                         | Не участвовал                      | Не участвовал               | Не участвовал              | Не участвовал                 | Не участвовал                 | Не участвовал            |
| 2022/23 | Гранд-Рапидс Голд    | 41               | 40                        | 30,1                     | 45,7                     | 40,0                                  | 80,0                               | 3,6                         | 5,6                        | 1,0                           | 0,2                           | 18,1                     | Не участвовал   | Не участвовал             | Не участвовал            | Не участвовал            | Не участвовал                         | Не участвовал                      | Не участвовал               | Не участвовал              | Не участвовал                 | Не участвовал                 | Не участвовал            |
| 2022/23 | Оклахома-Сити Блю    | 4                | 4                         | 28,9                     | 44,7                     | 38,9                                  | 83,3                               | 2,8                         | 8,8                        | 0,8                           | 0,3                           | 14,3                     | Не участвовал   | Не участвовал             | Не участвовал            | Не участвовал            | Не участвовал                         | Не участвовал                      | Не участвовал               | Не участвовал              | Не участвовал                 | Не участвовал                 | Не участвовал            |
| 2023/24 | Кэпитал-Сити Гоу-Гоу | 16               | 16                        | 32,3                     | 47,0                     | 35,1                                  | 89,3                               | 3,4                         | 7,1                        | 1,6                           | 0,3                           | 17,8                     | Не участвовал   | Не участвовал             | Не участвовал            | Не участвовал            | Не участвовал                         | Не участвовал                      | Не участвовал               | Не участвовал              | Не участвовал                 | Не участвовал                 | Не участвовал            |
| 2024/25 | Кэпитал-Сити Гоу-Гоу | 2                | 2                         | 30,4                     | 57,7                     | 42,9                                  | 75,0                               | 4,0                         | 6,0                        | 0,5                           | 0,5                           | 22,5                     | Не участвовал   | Не участвовал             | Не участвовал            | Не участвовал            | Не участвовал                         | Не участвовал                      | Не участвовал               | Не участвовал              | Не участвовал                 | Не участвовал                 | Не участвовал            |
|         | Всего                | 71               | 70                        | 30,5                     | 46,0                     | 38,2                                  | 82,0                               | 3,6                         | 6,2                        | 1,2                           | 0,3                           | 18,2                     | Не участвовал   | Не участвовал             | Не участвовал            | Не участвовал            | Не участвовал                         | Не участвовал                      | Не участвовал               | Не участвовал              | Не участвовал                 | Не участвовал                 | Не участвовал            |

### Статистика в NCAA
| Сезон   | Команда | Конференция | Год обучения («FR» — 1 курс, «SO» — 2 курс, «JR» — 3 курс, «SR» — 4 курс) | Сыгранные матчи | Матчи в стартовой пятёрке | Количество минут за игру | Процент попаданий с игры | Процент попадания трёхочковых бросков | Процент попадания штрафных бросков | Количество подборов за игру | Количество передач за игру | Количество перехватов за игру | Количество блок-шотов за игру | Количество очков за игру |
| ------- | ------- | ----------- | ------------------------------------------------------------------------- | --------------- | ------------------------- | ------------------------ | ------------------------ | ------------------------------------- | ---------------------------------- | --------------------------- | -------------------------- | ----------------------------- | ----------------------------- | ------------------------ |
| 2018/19 | Бэйлор  | Big 12      | FR                                                                        | 34              | 21                        | 26,8                     | 39,5                     | 35,1                                  | 79,4                               | 3,1                         | 2,7                        | 1,0                           | 0,1                           | 10,2                     |
| 2019/20 | Бэйлор  | Big 12      | SO                                                                        | 30              | 30                        | 30,4                     | 42,1                     | 38,1                                  | 77,5                               | 3,2                         | 3,1                        | 1,6                           | 0,1                           | 16,0                     |
| 2020/21 | Бэйлор  | Big 12      | JR                                                                        | 30              | 30                        | 30,3                     | 47,1                     | 41,6                                  | 78,0                               | 3,3                         | 4,8                        | 2,0                           | 0,4                           | 16,7                     |
| Всего   | Всего   | Всего       | Всего                                                                     | 94              | 81                        | 29,1                     | 43,1                     | 38,4                                  | 78,2                               | 3,2                         | 3,5                        | 1,5                           | 0,2                           | 14,1                     |